# 阿道夫·馬爾博
阿道夫·馬爾博，全名安托萬-阿道夫-馬塞蘭·馬爾博（Antoine Adolphe Marcelin Marbot，法語發音：[adɔlf maʁbo]；1781年3月22日—1844年6月2日），法兰西第一帝国下的骑兵长官。在路易-菲利普一世國王統治期間，他成為准將。
他的父親是讓-安托萬·馬爾博（1754年－1800年），胞弟為馬塞蘭·馬爾博（1782年－1854年）。

## 榮譽
- 法國榮譽軍團勳章（骑士级）: 1807年
- 圣路易勋章（骑士级）: 1814年
- 法國榮譽軍團勳章（军官级）: 1831年
- 法國榮譽軍團勳章（指挥官级）: 1832年

## 延伸閱讀
- （法文） Rabbe, Vieilh de Boisjolin, Sainte-Preuve. Marbot, Antoine Adolphe Marcelin （页面存档备份，存于）. Biographie universelle et portative des contemporains. Paris: Levrault, 1834.
- （法文） Marbot. Mémoires du Général Marbot （页面存档备份，存于）. Paris: Plon et Nourrit, 1891.
- （英文）  本条目包含来自公有领域出版物的文本: Chisholm, Hugh (编). .  (第11版). London: Cambridge University Press. 1911.

## 外部鏈接
- （法文） 安托萬-阿道夫-馬塞蘭·馬爾博 (莱奥诺雷数据库) （页面存档备份，存于）